# Gesnes-en-Argonne
Gesnes-en-Argonne je francouzská obec v departementu Meuse v regionu Grand Est. Žije zde 52 obyvatel.

## Poloha obce
Obec leží u hranic departementu Meuse s departementem Ardensko.

### Sousední obce
| Růžice kompasu |                     | Romagne-sous-Montfaucon |  | Růžice kompasu |
| Růžice kompasu | Exermont (Ardensko) | Sever                   |  | Růžice kompasu |
| Růžice kompasu | Exermont (Ardensko) | Gesnes-en-Argonne       |  | Růžice kompasu |
| Růžice kompasu | Exermont (Ardensko) | Jih                     |  | Růžice kompasu |
| Růžice kompasu |                     | Cierges-sous-Montfaucon |  | Růžice kompasu |